# Orden für Tapferkeit
Der Orden für Tapferkeit (ukrainisch Орден «За мужність») ist ein ukrainischer Verdienstorden. 

## Verleihung
Er wird „an Militärangehörige, Polizeibeamte und andere Personen für persönlichen Mut und Heldentum bei der Rettung von Menschen, materiellen Werten bei der Beseitigung der Folgen von Naturkatastrophen, Bränden, sonstigen außergewöhnlichen Umständen, bei der Kriminalitätsbekämpfung sowie bei der Ausübung des Militär-, und Zivildienstes unter lebensgefährlichen Bedingungen“ verliehen. Er wurde mit dem präsidialen Dekret Nr. 720/96 vom 21. August 1996 gestiftet und wird in drei Stufen verliehen. Die erste Klasse ist die oberste Ordensstufe. Sowohl ukrainische als auch ausländische Staatsbürger und Staatenlose können den Orden verliehen bekommen. Die Verleihung kann posthum erfolgen. Die Auszeichnung kann aberkannt werden, wenn eine Trägerin oder ein Träger wegen eines schweren Verbrechens verurteilt wurde.

## Insignien
Die Ordensdekoration der 1. Klasse besteht aus vergoldetem Silber und hat die Form eines gleichseitigen Kreuzes, das auf einem Lorbeerkranz liegt. Das Kreuz ist mit weißer Emaille bedeckt und am Umfang mit vergoldeten Metallpunkten für Perlen eingefasst. Zwei nach unten gerichtete gekreuzte Schwerter weichen unter dem Kreuz hervor. In der Mitte des Schildes befindet sich ein blauer Emaillekreis mit dem Bild des kleinen Staatswappens der Ukraine. Am oberen Ende des Kreuzes befindet sich ein Ring mit Öse, durch den ein Band zum Tragen der Ordensinsignien um den Hals geführt wird. Alle Bilder sind geprägt. Die Träger des Kreuzes, der Kreise, des Kranzes, der Schwerter, das kleine Staatswappen der Ukraine und die Öse mit dem Ring sind vergoldet. Die Ordensspange ist eine rechteckige Metallplatte, die mit einem entsprechenden Band bedeckt ist. Auf dem Band in der Mitte befindet sich ein kleines Kreuz aus gelbem Metall.
Die 2. Klasse besteht aus vergoldetem Silber und hat die Form eines Kreuzes mit breiten, spitzen Enden. In der Mitte des Schildes befindet sich ein gleichseitiges, mit weißer Emaille bedecktes Kreuz, unter dem zwei gekreuzte Schwerter nach unten zeigen. Auf diesem Kreuz befindet sich ein rundes Medaillon, das mit dunkelroter Emaille gefüllt ist, in dessen Mitte sich ein blauer Emaillekreis mit dem Bild des kleinen Staatswappens der Ukraine befindet. Im oberen Teil des Medaillons, über dem Kreis, befindet sich die Inschrift: „Für Tapferkeit“, im unteren Teil, an den Seiten, befinden sich zwei Lorbeerzweige. Die Riemen des Kreuzes, des Medaillons, der Inschrift, der Lorbeerzweige und der Schwerter sind vergoldet. Die Ordensspange ist eine rechteckige Metallplatte, die mit einem entsprechenden Band bedeckt ist. Auf dem Band in der Mitte befindet sich ein kleines Kreuz aus weißem Metall.
Die 3. Klasse besteht aus Neusilber und hat die Form eines Kreuzes mit breiten, spitzen Enden. In der Mitte des Schildes befindet sich ein gleichseitiges, mit weißer Emaille bedecktes Kreuz, unter dem zwei gekreuzte Schwerter nach unten zeigen. Auf diesem Kreuz befindet sich ein rundes Medaillon, das mit dunkelroter Emaille gefüllt ist, in dessen Mitte sich ein blauer Emaillekreis mit dem Bild des kleinen Staatswappens der Ukraine befindet. Im oberen Teil des Medaillons, über dem Kreis, befindet sich die Inschrift: „Für Tapferkeit“, im unteren Teil, an den Seiten, befinden sich zwei Lorbeerzweige. Die Ordensspange ist eine rechteckige Metallplatte, die mit einem entsprechenden Band bedeckt ist.
| Erste Klasse | Zweite Klasse | Dritte Klasse |
| ------------ | ------------- | ------------- |
|              |               |               |
| Ordensspange |               |               |
|              |               |               |

## Träger und Trägerinnen des Ordens (Auswahl)
- Alexander Fjodorowitsch Akimow (1953–1986), sowjetischer Nukleartechniker
- Kyrylo Budanow (* 1986), Generalleutnant und Direktor des Militärnachrichtendienstes der Ukraine
- Iwan Fedorow (* 1988), Politiker
- Wassili Iwanowitsch Ignatenko (1961–1986), belarussischer Feuerwehrmann und Liquidator bei der Nuklearkatastrophe von Tschernobyl
- Julija Mykytenko (* 1995), Offizierin und Aktivistin
- Patrons Betreuer Mychajlo Ilijew
- Andrij Pilschtschykow (1993–2023), Kampfpilot
- Kateryna Polischtschuk (* 2001), Sanitäterin, Sängerin, und Dramatikerin
- Leonid Toptunow (1960–1986), sowjetisch-ukrainischer Ingenieur